# Circuit International Automobile Moulay El Hassan
Okruh Circuit International Automobile Moulay El Hassan, známý též jako Městský okruh v Marrákeši je dočasným městským okruhem ve čtvrti Agdal, v Marrákeši v Maroku. Okruh je ve správě společnosti MGP a má kapacitu 10 000 návštěvníků.
V minulosti se na něm pořádaly závody seriálu FIA Auto GP a cestovních vozů WTCC, v současnosti se používá v pozměněné verzi pro závody šampionátu Formule E.

## Historie
Pro návrh trati získala důvěru společnost D3 Motorsport Development, marocký partner MGP. Jedná se o stejnou společnost, která dříve navrhla okruh Surfers Paradise v Austrálii. Groupe Menara dozorovala stavbu na místech bývalé tratě na ulicích Route de l'Ourika/Boulevard Mohammed. Boxy a zázemí pro týmy bylo vybudováno podél zdí královských zahrad a podél trati bylo dále osazeno více než 2500 betonových bloků.
Dne 3. května se na okruhu konal třetí závod sezóny 2009 šampionátu cestovních vozů WTCC. Byl to první mezinárodní automobilový závod v Maroku od Velké ceny Maroka 1958 Formule 1, která se konala na okruhu Ain-Diab Circuit v Casablance a zároveň první závod v Africe pro WTCC.
V prosinci 2015 byla oznámena rozsáhlá přestavba okruhu, která měla za cíl také zobtížnění trati. Použila se pouze polovina původní trati a na novém okruhu se jel závod WTCC v roce 2016.

## Okruh

Původní trať okruhu

Původní trať byla velmi jednoduchá, jednalo se o 4,6 km dlouhý oválný okruh s vlásenkami na koncích a šikanami, které rozdělovaly dlouhé rovinky. Jezdilo se proti směru hodinových ručiček.
Nynější trať zahrnuje 15 zatáček, 7 levých a 8 pravých, jezdí se také proti směru hodinových ručiček.

## Nejvýznamnější závody

### WTCC (World Touring Car Cup)
| Rok  | Závod   | Jezdec            | Tým     | Výsledky |
| ---- | ------- | ----------------- | ------- | -------- |
| 2018 | Závod 1 | Gabriele Tarquini | Hyundai | Výsledky |
| 2018 | Závod 2 | Jean Karl Vernay  | Audi    | Výsledky |
| 2018 | Závod 3 | Gabriele Tarquini | Hyundai | Výsledky |

### Formule E
| Rok     | Jezdec            | Tým             | Výsledky |
| ------- | ----------------- | --------------- | -------- |
| 2018/19 | Jerome D'Ambrosio | Mahindra Racing | Výsledky |
| 2017/18 | Felix Rosenqvist  | Mahindra Racing | Výsledky |
| 2016/17 | Sébastien Buemi   | Renault e.dams  | Výsledky |

### WTCC (World Touring Car Championship)
| Rok  | Závod     | Jezdec            | Tým       | Výsledky  |           |
| ---- | --------- | ----------------- | --------- | --------- | --------- |
| 2017 | Závod 1   | Esteban Guerrieri | Chevrolet | Výsledky  |           |
| 2017 | Závod 2   | Tiago Monteiro    | Honda     | Výsledky  |           |
| 2016 | Závod 1   | Tom Coronel       | Chevrolet | Výsledky  |           |
| 2016 | Závod 2   | José María López  | Citroën   | Výsledky  |           |
| 2015 | Závod 1   | José María López  | Citroën   | Výsledky  |           |
| 2015 | Závod 2   | Yvan Muller       | Citroën   | Výsledky  |           |
| 2014 | Závod 1   | José María López  | Citroën   | Výsledky  |           |
| 2014 | Závod 2   | Sébastien Loeb    | Citroën   | Výsledky  |           |
| 2013 | Závod 1   | Michel Nykjær     | Chevrolet | Výsledky  |           |
| 2013 | Závod 2   | Pepe Oriola       | SEAT      | Výsledky  |           |
| 2012 | Závod 1   | Alain Menu        | Chevrolet | Výsledky  |           |
| 2012 | Závod 2   | Yvan Muller       | Chevrolet | Výsledky  |           |
| 2011 | Nejelo se | Nejelo se         | Nejelo se | Nejelo se | Nejelo se |
| 2010 | Závod 1   | Gabriele Tarquini | SEAT      | Výsledky  |           |
| 2010 | Závod 2   | Andy Priaulx      | BMW       | Výsledky  |           |
| 2009 | Závod 1   | Robert Huff       | Chevrolet | Report    |           |
| 2009 | Závod 2   | Nicola Larini     | Chevrolet | Report    |           |

### AutoGP
| Rok  | Závod   | Jezdec              | Tým                      |
| ---- | ------- | ------------------- | ------------------------ |
| 2014 | Závod 1 | Kimiya Sato         | Euronova Racing          |
| 2014 | Závod 2 | Markus Pommer       | Super Nova International |
| 2013 | Závod 1 | Sergio Campana      | Ibiza Racing Team        |
| 2013 | Závod 2 | Luciano Bacheta     | Zele Racing              |
| 2012 | Závod 1 | Sergio Campana      | Team MLR71               |
| 2012 | Závod 2 | Chris van der Drift | Manor MP Motorsport      |